# Pat Welsh
Patricia A. Carroll, conosciuta come Pat Welsh (San Francisco, 11 febbraio 1915 – Green Valley, 26 gennaio 1995), è stata un'attrice statunitense.
È famosa per aver preso parte al film del 1982 E.T. l'extra-terrestre, doppiando il piccolo alieno.

## Biografia
Nativa della Contea di Marin in California, Welsh ha lavorato come attrice nelle soap opere radiofoniche e in qualche film, tutti in ruoli non accreditati. Il creatore degli effetti sonori Ben Burtt la scoprì in un negozio durante la produzione di E.T.. Era una fumatrice accanita (fumava due pacchetti di sigarette al giorno) e questo le conferì una voce roca che diede all'alieno il suo caratteristico suono vocale. Doppiò l'alieno in sala registrazione per un giorno, in un totale di nove ore e mezzo, venendo pagata $380 da Burtt per i suoi servizi. In seguito Ben Burtt e George Lucas la assunsero per doppiare Boushh (Bossk nella versione italiana), un personaggio minore nel film Guerre stellari - Il ritorno dello Jedi. Welsh ha fornito la voce a E.T. nell'installazione a giostra E.T. Adventure agli Universal Studios Florida, inaugurata nel 1990. Morí di polmonite nel 1995 a Green Valley (Arizona), ad 80 anni.

## Filmografia
- Il ponte di Waterloo (Waterloo Bridge) (1940)
- E.T. l'extra-terrestre (E.T. the Extra-Terrestrial) (1982) - voce
- Guerre stellari - Il ritorno dello Jedi (Star Wars: Return of the Jedi) (1983)
- Guerre stellari - Il ritorno dello Jedi: Edizione speciale (Star Wars: Return of the Jedi) (1997)

## Doppiatrici italiane
- Elsa Camarda in E.T. l'extra-terrestre
- Germana Dominici in E.T. l'extra-terrestre (ed.2003)